# Megaceria pagana
Megaceria pagana är en stekelart som först beskrevs av Morley 1913.  Megaceria pagana ingår i släktet Megaceria och familjen brokparasitsteklar. Inga underarter finns listade i Catalogue of Life.